# Anadolu (Arnavutköy)
Pour les articles homonymes, voir Anadolu.
Anadolu est un quartier du district d'Arnavutköy, sur la rive européenne de la province d'Istanbul.